# شورای اداری استان
شورای اداری استان شورائی مشورتی و غیر انتخابی در استان است که استاندار ریاست آن را بر عهده دارد. هر یک از استان‌های کشور شورای اداری خود را دارد. شورای اداری استان با شورای استان که تشکیل شده از نماینده‌هایی از شورای شهرستان‌های استان است تفاوت دارد. هدف از ایجاد این شورا هماهنگی میان دستگاه‌های اجرائی، قضائی، نظامی و انتظامی در سطح استان است.

## وظایف شورای اداری استان
مطابق آئین‌نامه وظایف شورا از این قرارند:
1. ایجاد هماهنگی میان دستگاه‌های اجرایی و نهادها و ارگان‌های مستقر در سطح استان.
2. ایجاد «وحدت رویه و تشریک مساعی» میان واحدهای اجرایی استان.
3. بررسی مشکلات استان و ارائه پیشنهاد و راه‌حل برای آن‌ها.
4. بررسی مسائل و مشکلاتی که توسط ائمه جمعه یا نمایندگان استان در مجلس شورای اسلامی مطرح شده باشند.
5. بررسی و اظهار نظر پیرامون مواردی که توسط استاندار مطرح شده باشند.

## اعضای شورای اداری استان
اعضای شورای استان عبارتند از:
1. استاندار؛
2. معاونین استاندار؛
3. مدیران ستادی استانداری؛
4. بالاترین مسئول اجرایی سازمان‌های مستقل و وزارتخانه‌های مستقر در استان؛
5. بالاترین مسئول واحدهای استانی مؤسسات و شرکت‌های وابسته به وزارتخانه‌ها؛
6. بالاترین مقام قضائی مستقر در استان؛
7. رؤسای دانشگاه‌های مستقر در استان؛
8. فرماندهان ارشد نیروهای نظامی و انتظامی استان؛
9. رئیس مرکز صدا و سیمای استان؛
10. مدیران یا رؤسای بالاترین سطح مدیریتی نهادهای انقلاب اسلامی استان؛
11. شهردار مرکز استان؛
12. فرمانداران استان؛
13. مدیران و سرپرستان بانک‌ها و سایر مسئولین و مدیران استان با تشخیص و صلاحدید استاندار.